# Estatueta de Tànagra

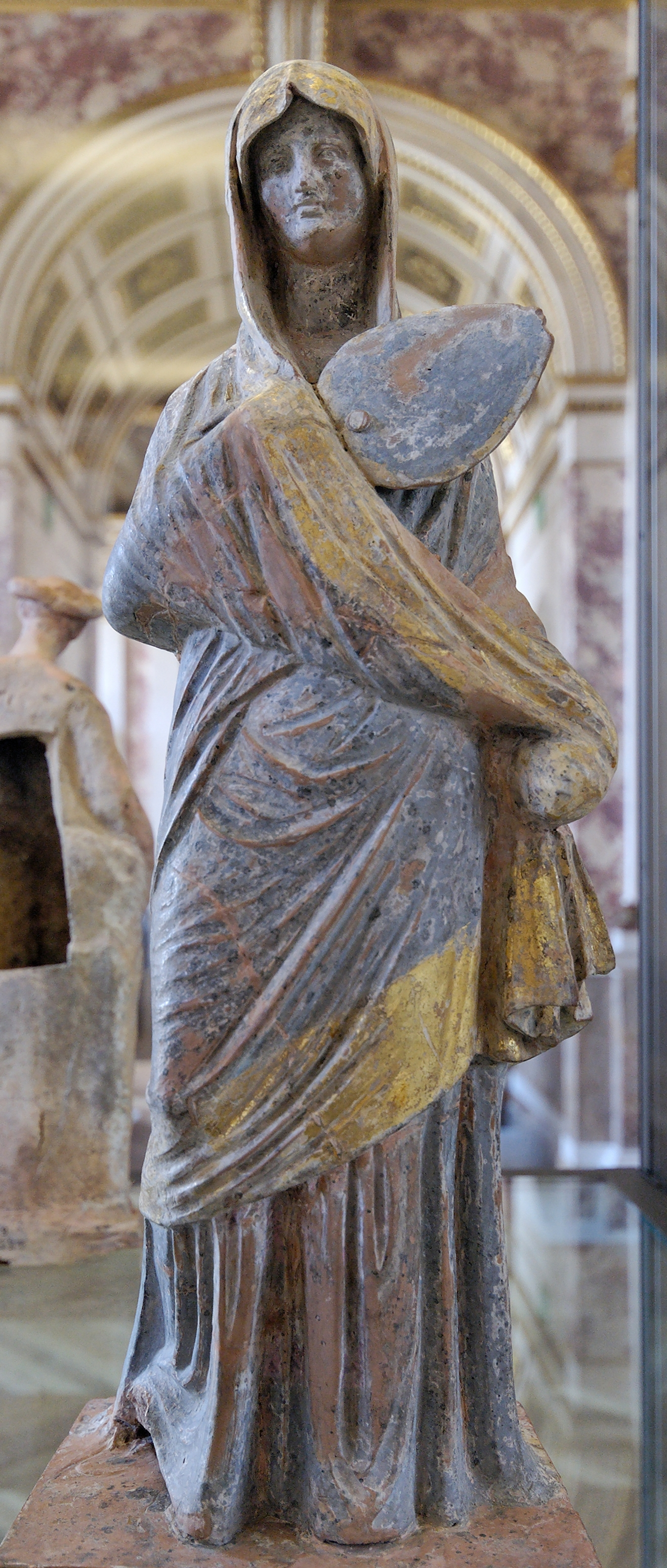
Senyora en blau, estatueta de terracota daurada i modelada, Louvre, París

Les estatuetes o figures de Tànagra són un tipus de motlles de fosa de figures de terracota gregues produïts a partir de finals del segle iv aC principalment a la ciutat de Tànagra, a la regió de Beòcia, que ha donat el nom a tota la classe. Les estatuetes es recobrien amb una capa blanca líquida abans de la cocció i, a voltes, es pintaven amb tints molt «naturals» com les aquarel·les; n'és un exemple la famosa Dama en blau, que es troba actualment al Louvre. S'exportaren àmpliament al voltant del món grec, i s'elaboraven també en molts altres llocs de la Mediterrània, com Alexandria, Tarant de la Magna Grècia, Centúripes a Sicília i Mirina a Mísia.
Encara que no són retrats, les figures de Tànagra representen dones reals, i alguns homes i nens, amb vestits quotidians, amb accessoris familiars com barrets, corones o ventalls. Hi ha algunes figures de personatges que tal vegada representen figures de la Nova Comèdia de Menandre i altres escriptors. Altres figures continuaren una tradició anterior de figures de terracota modelada que s'utilitzaven com a imatges de culte o objectes votius. Típicament tenen una alçada que varia entre els 10 a 20 centímetres.

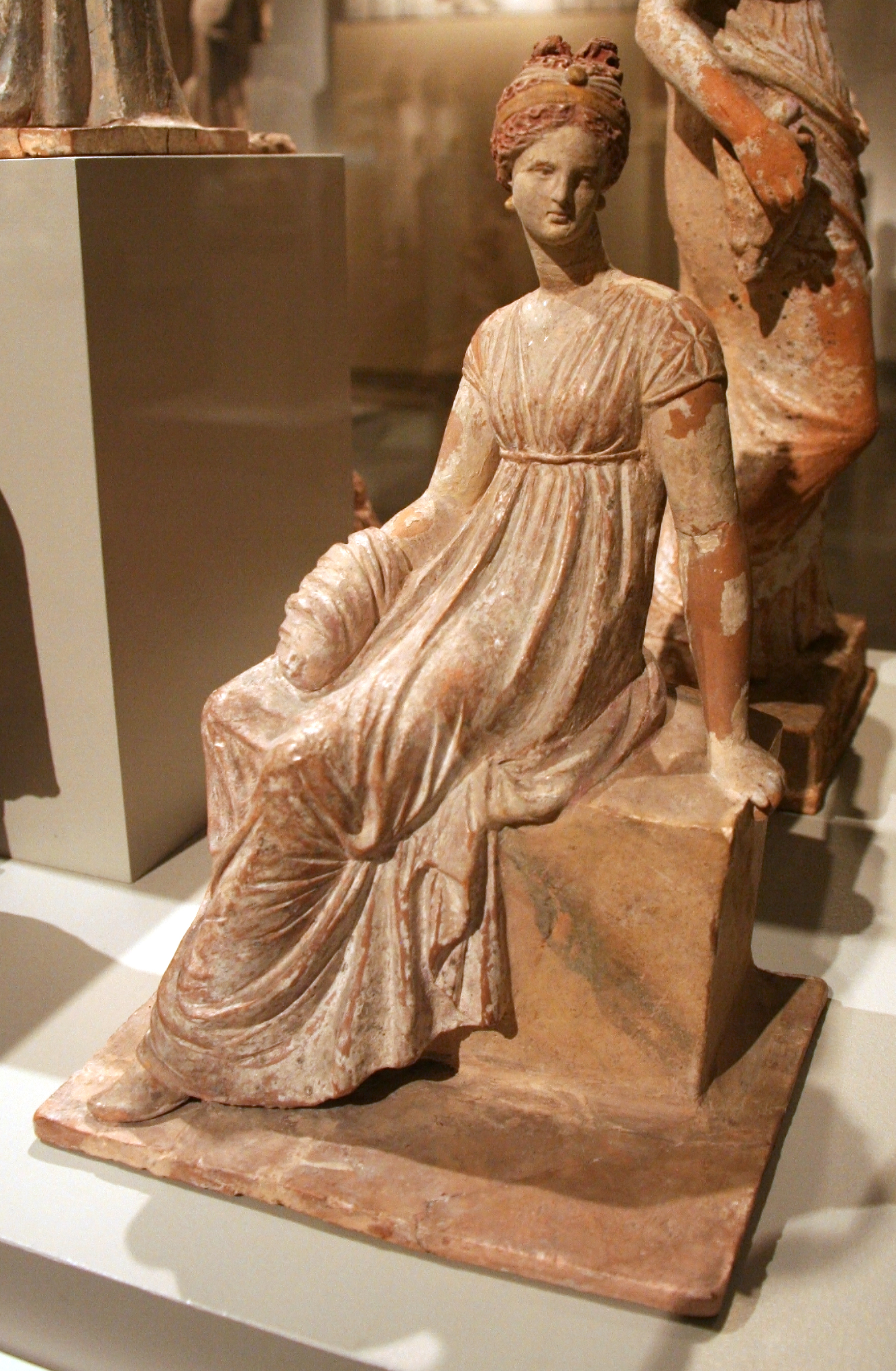
Figura de Tànagra que representa una dona asseguda

Algunes estatuetes de Tànagra tenien un propòsit religiós, però la majoria semblen haver-se usat només com a decoració, igual que les seues equivalents modernes del segle xviii ençà. Donat el costum d'enterrament grec, es col·locaven com a aixovar funerari a les tombes, segurament sense el sentit que servirien al difunt en el més enllà, com era comú en l'art funerari de l'antic Egipte o Xina. No semblen fetes especialment per a l'enterrament.
Els coraplasts, o escultors dels models que en proporcionaren els motlles, volien revelar el cos sota el moviment dels plecs d'un himàcion posat al voltant de les espatlles com una capa, cobrint el cap, i l'himàcion al damunt d'un quitó.

## Descobriment i excavació
Tànagra era una ciutat sense importància en l'antiguitat. La ciutat, però, va cridar l'atenció d'historiadors i arqueòlegs a principis del s. XIX després que esclatara la guerra entre els turcs i els seus aliats, els britànics i els francesos, després de la possibilitat d'una invasió francesa. Les figures de Tànagra no havien tingut massa importància abans de 1860, quan es començà a descobrir a Beòcia, Grècia, tombes que dataven de diferents segles. Les troballes principals, dels s. IV i III ae, eixiren a la llum el 1874. Dins i fora de les tombes del període hel·lenístic, del III al I s. ae, es trobaren moltes figuretes de terracota. Les grans quantitats trobades a l'excavació de Tànagra van identificar la ciutat com la font d'aquestes figures, que també s'exportaven a mercats distants.
Les figures s'identificaren amb l'ideal de realisme de la classe mitjana del s. XIX, i es feren famoses a Europa. Jean-Léon Gérôme creà una escultura policromada que representa l'esperit de Tànagra, i un crític francés va descriure algunes dones retratades en les figuretes com "les parisenques del món antic". Oscar Wilde, en El retrat de Dorian Gray (1891), fa que Dorian compare el seu amor, Sybil, amb "la delicada gràcia de la figura de Tànagra que tens al teu estudi, Basil". Més tard, en Un marit ideal (1895), Wilde presenta el personatge de Mabel Chilternen al principi, declarant (en una descripció més detallada) "és realment com una estatueta de Tànagra, i se sentiria bastant molesta si li ho digués".

## Estatuetes
Les figures enterrades propiciaren la idea que representaven les possessions de la persona. Els historiadors imaginaren aconhortaven els morts, enviant-los al més enllà en pau mentre es duien una mica de les seues vides anteriors amb ells. S'especula que encara que era habitual col·locar les figuretes en les tombes, no era essencial, com ho hauria estat un pitxer.

### Materials
Aquestes figures representaven moments de la vida quotidiana, com una dona cuidant els fills o un xiquet jugant, així com homes i nens petits asseguts i dones jugant amb altres dones o soles.
- Dones i xiquetes assegudes
- Dones recolzades contra una columna
- Dona ajupida
- Passeig a coll
- Homes i joves
- Eros
- Afrodita
- Grotescs

## Campanyes d'excavació

### Excavacions inicials
El 1806, W. M. leake visità la ciutat de Tànagra i va descriure detalladament les ruïnes que havia vist en Viatges al nord de Grècia. L'erudit de Cambridge Christopher Wordsworth arribà a la ciutat el 1832, i el 1837 H. M. Ulrichs, un erudit alemany, va visitar el lloc. Durant el 1852, l'estat major francés publicà el mapa inicial que revelava la ubicació de les primeres sis tombes trobades en les ruïnes.

### Furts importants
El 1870 es produí una ona de furts en les ruïnes de la ciutat de Tànagra. Moltes de les tombes s'arruïnaren a causa de la negligència dels lladres en excavar les tombes per furtar les figures. Moltes de les tombes tenien gerros col·locats a sobre, i la majoria van acabar trencats. Durant el 1873, s'havien confiscat diversos permisos il·legals de persones en llogarets propers, que els hauria permés excavar les tombes. Arran d'això, la Societat Arqueològica d'Atenes va protegir el lloc i en començà l'excavació abans que qualsevol altra cosa en pogués ser furtada o destruïda.

### Excavació de 1874-1879
La Societat Arqueològica d'Atenes envià Panayotis Stamatakis, un alt funcionari, a excavar les tombes que havien quedat intactes. Abans de començar, va confiscar antiguitats a persones de pobles propers. Els furts de tombes forçaren els historiadors a excavar la ciutat per aprendre'n més sobre la cultura i història, i també per descobrir per què les figuretes es trobaven sobretot en les tombes, i què podrien haver significat per als difunts. S'hi descobrí que la majoria de les figures de Tànagra estaven enterrades amb els morts, però no es van donar a conéixer detalls del seu nombre exacte. Mentre Stamatakis i els altres enviats de la Societat Arqueològica d'Atenes cavaven durant el dia, les persones que vivien prop de les ruïnes cavaven a la nit perquè no hi havia guàrdies.

## Galeria d'imatges

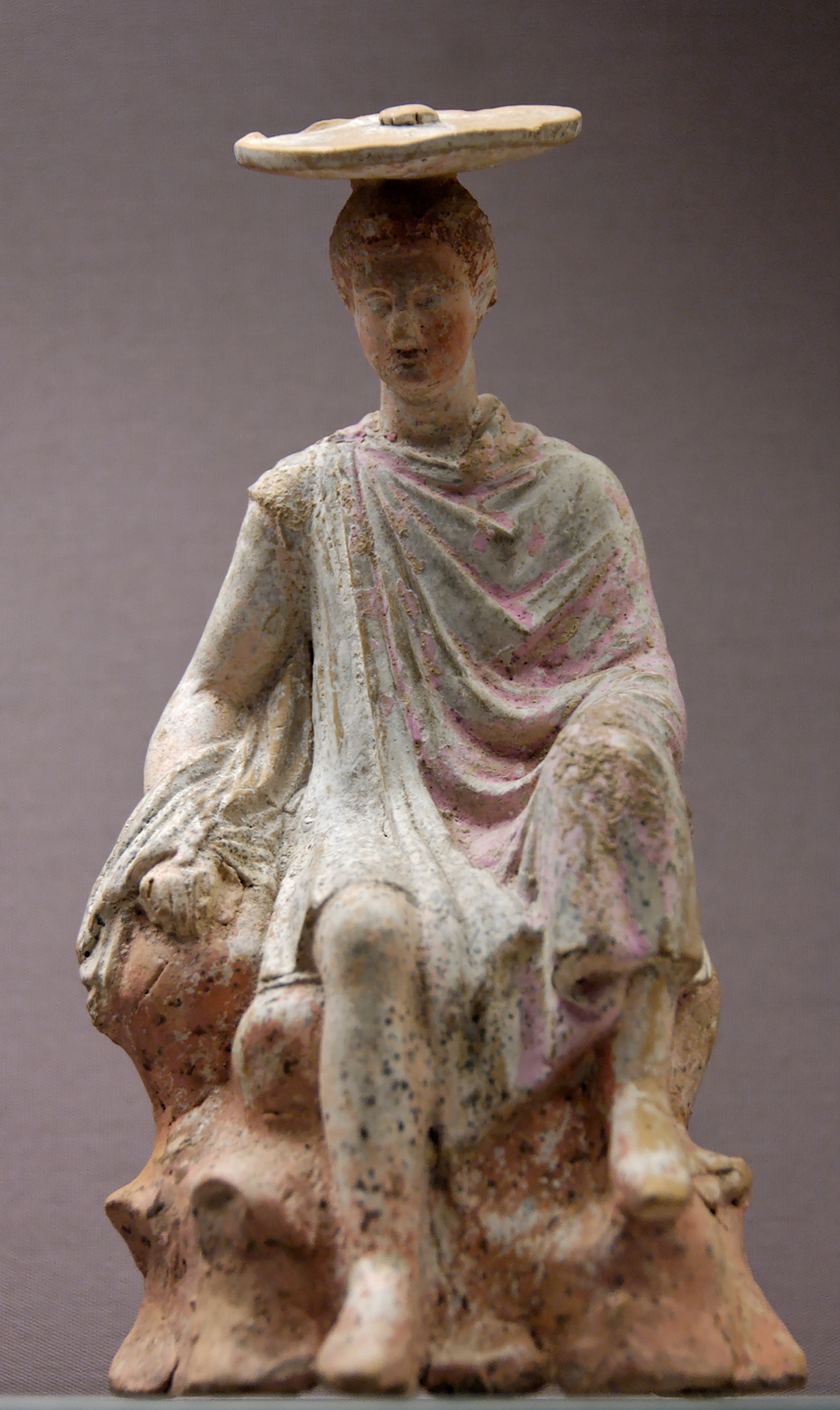
Figura de Tànagra: un jove assegut en una roca. Museu Britànic, 1874
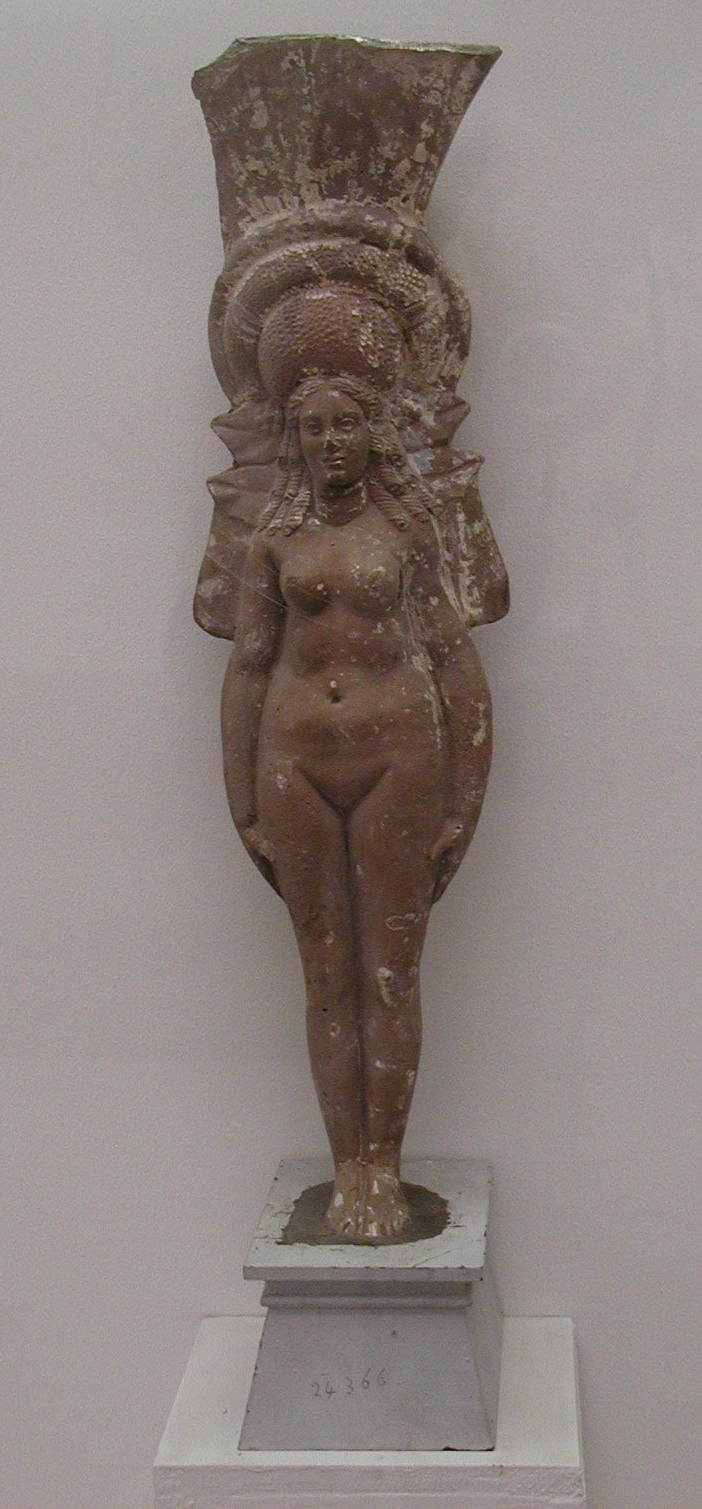
Nu de terracota d'una dea, Alexandria (Museu Grecoromà)
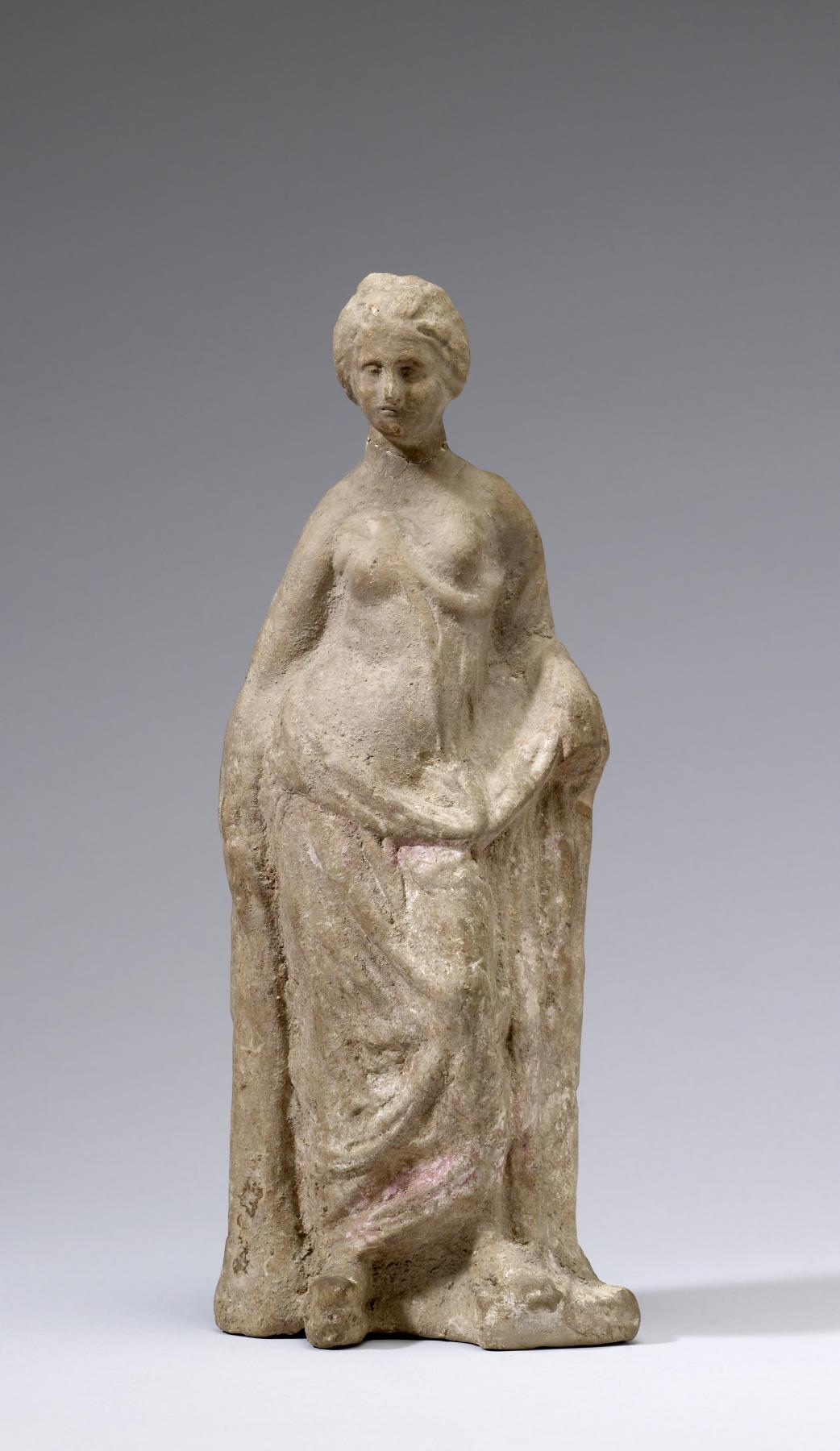
Aquesta figura de terracota d'una dona mostra alguns elements temàtics que són comuns a aquestes estatuetes. Walters Art Museum.